# Wielkie Jezioro Słone
Wielkie Jezioro Słone (ang. Great Salt Lake) – bezodpływowe, słone jezioro w zachodniej części USA (stan Utah), w Wielkiej Kotlinie, nieopodal pasma górskiego Wasatch. Jezioro ma około 120 km długości, 45 km szerokości i średnią powierzchnię około 4400 km². Pomimo znacznych rozmiarów jest stosunkowo płytkie, jego maksymalna głębokość wynosi zaledwie około 10,5 metra. Zasolenie jeziora jest od 3 do 5 razy większe niż zasolenie wody w oceanach – jest ono najbardziej zasolonym po Morzu Martwym akwenem świata. W jeziorze nie występują ryby, a największym wodnym zwierzęciem występującym w jeziorze jest artemia. Wielkie Jezioro Słone jest popularnym miejscem postoju dla ptaków wędrownych.
Wielkie Jezioro Słone stanowi pozostałość plejstoceńskiego jeziora Bonneville, które miało powierzchnię ok. 50 tys. km².

## Geografia
Wielkie Jezioro Słone jest największym jeziorem w Stanach Zjednoczonych na zachód od rzeki Missisipi oraz czwartym co do wielkości jeziorem bezodpływowym na świecie. Położone jest na płaskiej plai, przez co stosunkowo niewielkie zmiany poziomu wody skutkują znacznymi zmianami w powierzchni jeziora. Średnio w latach 1847–1976 lustro wody znajdowało się na wysokości około 1280 m n.p.m. co odpowiada powierzchni jeziora wynoszącej około 4400 km². Najniższy poziom jeziora zanotowano w 1963 roku, gdy jego lustro leżało na wysokości 1277,5 m n.p.m. a jego powierzchnia wynosiła wówczas zaledwie 2460 km². A zatem spadek poziomu wody w jeziorze o około 2,5 metra spowodował zmniejszenie powierzchni jeziora o 44%. Z kolei w 1986 i ponownie w 1987 roku wysokość lustra wody w jeziorze osiągnęła rekordowe 1283,7 m n.p.m., a jego powierzchnia wynosiła około 8550 km².
Oficjalnie na jeziorze znajduje się 11 wysp, chociaż dokładna ich liczba zależy od poziomu wody w jeziorze. Największa z nich, Antelope Island, ma powierzchnię około 93 km² i obecnie cała objęta jest ochroną jako park stanowy Antelope Island. Inne, mniejsze wyspy to Stansbury, Fremont, Carrington, Dolphin, Cub, Badger, Strongs Knob, Gunnison, Goose, Browns, Hat (Bird), Egg Island, Black Rock and White Rock. Do jeziora uchodzą między innymi rzeki: Bear, Weber, Jordan.
Zasolenie jeziora ulega znaczącym zmianom. Im niższy poziom wody w jeziorze, tym wyższa zawartość soli w wodach jeziora. Zaobserwowane stężenie soli w wodach jeziora wynosiło od 5% do 27%.

## Biologia
Woda w jeziorze jest przeźroczysta, na dnie widać czysty piasek. Ze względu na wysokie zasolenie wód jeziora nie występują w nim ryby. W jeziorze żyje kilka gatunków alg, które stanowią pożywienie dla niewielkiego skorupiaka – artemii. Z kolei artemie stanowią źródło pożywienia dla licznych gatunków ptaków wędrownych, dla których Wielkie Jezioro Słone jest ostoją. Należy wśród nich wymienić płatkonoga trójbarwnego, którego populacja w okolicach jeziora sięga 500 tysięcy osobników i stanowi największą koncentrację tego gatunku na świecie. Inne gatunki ptaków, których populacja w okolicach jeziora jest liczna, to płatkonóg szydłodzioby, szablodziób amerykański i szlamnik duży. W okolicach jeziora żyje też kilka aktywnych par sokoła wędrownego.

## Komunikacja

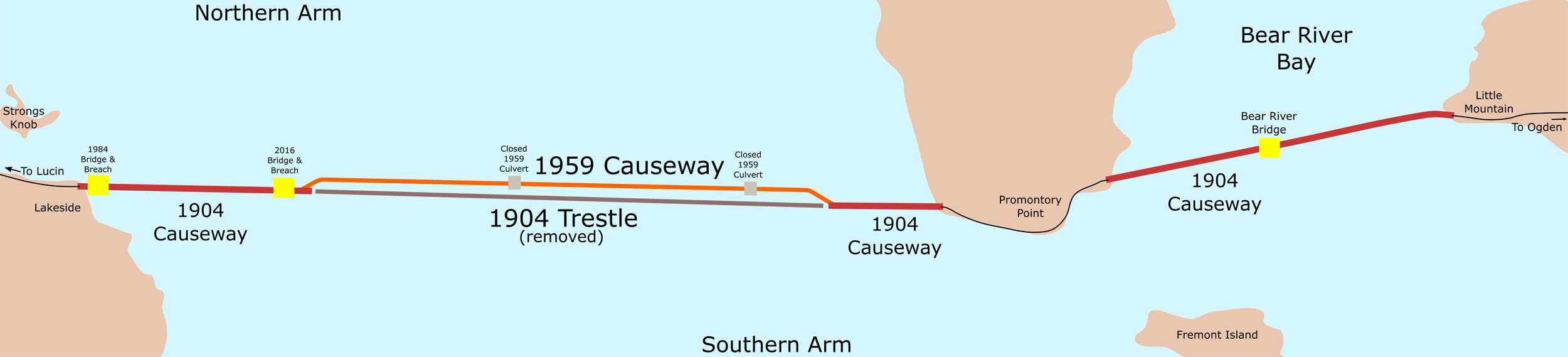
Mapa starych linii kolejowych

W 1869 roku powstała linia kolejowa na północ od jeziora, ale była to droga górska i kosztowna, wymagająca dodatkowych maszyn wspomagających standardowe lokomotywy. Z tego powodu powstała krótsza linia kolejowa zwana Lucin Cutoff, która rozcięła jezioro na północną i południową część i stworzyła charakterystyczny krajobraz.
Linia miała pierwotnie łączyć miasto Ogden z Lucin, a jej długość wynosiła ponad 160 km, z czego ok. 20 km przebiegało przez samo jezioro. Dwuczęściowy most przez jezioro został zbudowany na podporach kozłowych w około półtora roku i po testach otwarty w 1904 roku. Szersza, północno-zachodnia część prowadziła do półwyspu Promontory Point, a dalsza część w kierunku Ogden przebiegała nad węższą zatoką rzeki Bear, która w XXI wieku niemal całkowicie wyschła.
Od południa biegnie autostrada międzystanowa nr 80 (I-80), prowadząca z zachodniego Utah przez pustynię do Salt Lake City.

## Przemysł

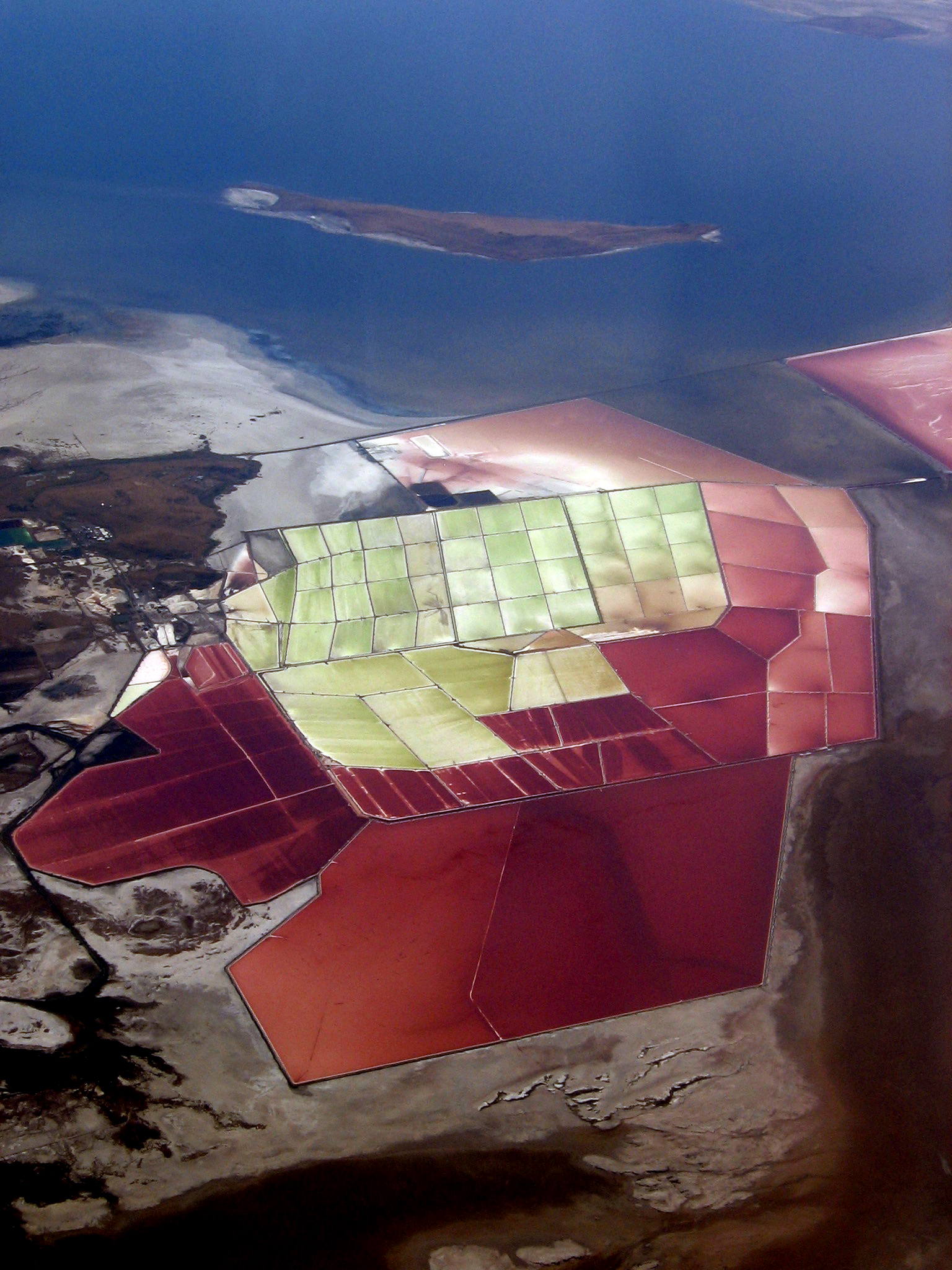
Warzelnia soli w pobliżu jeziora

Najbardziej powszechną solą występującą w jeziorze jest chlorek sodu będący podstawowym składnikiem soli kuchennej. W mniejszych ilościach występują również sole magnezu, potasu, a także siarczany i węglany. Złoża soli znajdujące się w jeziorze szacuje się na 4,5 do 4,9 miliarda ton i szacuje się, że naturalne procesy zwiększają zasoby jeziora w tempie około 2,2 miliona ton rocznie. Z drugiej strony, złoża są eksploatowane i przemysł corocznie wydobywa z jeziora około 2,5 miliona ton soli i innych związków chemicznych.

## Turystyka i rekreacja
Wielkie Jezioro Słone już w II połowie XIX w. zaczęło być znane i odwiedzane. Pod koniec tego stulecia pomiędzy miastem Salt Lake City a brzegiem jeziora urządzono uzdrowisko połączone z tym pierwszym specjalnie wybudowaną linią kolejową. Zbudowano łazienki, pawilony kuracyjne, kasyno oraz przystań na jeziorze, a całość wkrótce rozrosła się do rozmiarów małego miasteczka. Stopniowo jednak jezioro zaczęło się cofać, a jego brzeg znalazł się kilkaset metrów od uzdrowiska, które już w połowie XX w. opustoszało.
Obecnie liczne, piaszczyste plaże nad jeziorem wykorzystują amatorzy kąpieli słonecznych. Wielką atrakcją są kąpiele w wodach jeziora, które mają tak dużą gęstość, że człowiek unosi się w nich swobodnie bez potrzeby wykonywania jakichkolwiek ruchów i może czytać książkę lub gazetę. Można to jednak robić jedynie na kąpieliskach, które posiadają natryski ze słodką wodą, niezbędną do spłukania ciała po kąpieli.